# Alchemilla obtusa
Alchemilla obtusa é uma espécie de rosácea do gênero Alchemilla, pertencente à família Rosaceae.